# Шах (титул)

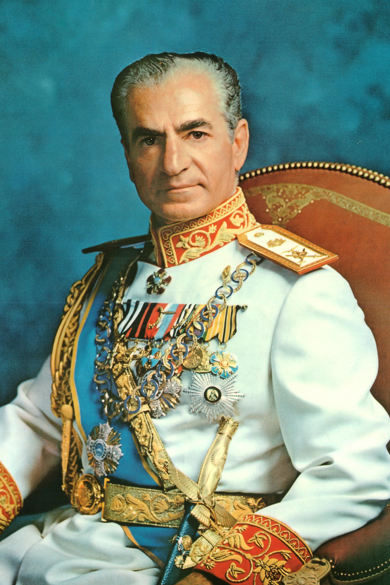
Мохаммед Реза Пехлеві, останній шахіншах Ірану

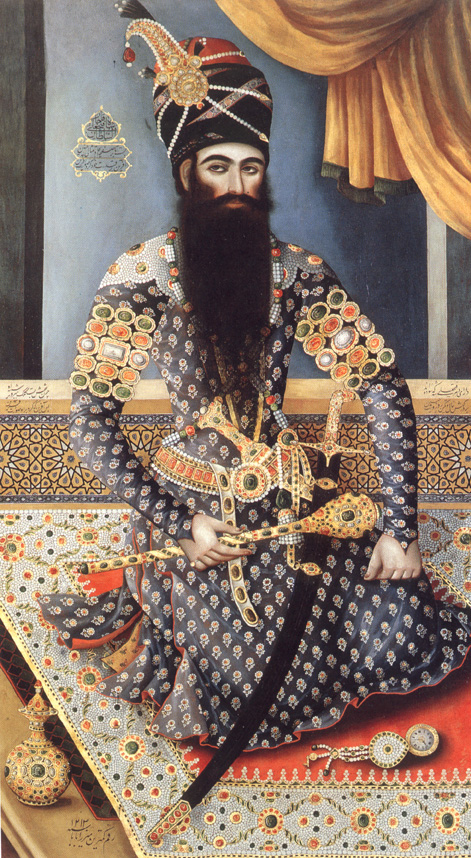
Фетх Алі-шах — другий шах Персії з династії Каджарів (1797—1834).

Шах (перс. شاه /shah) — титул монарха в деяких країнах Близького та Середнього Сходу, Делійському султанаті та державі Великих Моголів (у формі «падишах»).

## Похідні титули
Похідними від титулу шах є титули падишах і шахиншах.

### Падишах
Падишах (перс. «پادشاه» [pādšāh] через пехл. «pādšāh» від давньоперс. «pati-xšāyaθiya-» — «правитель, цар») — іранський монархічний титул, також використовувався в деяких країнах Азії. Попередником титулу «падишах» був перський титул «шахіншах», який означає «цар царів».
Титул «падишах» (варіанти: «Падшах» або «Бадшах») носили монархи декількох держав Євразії, зокрема, Османської імперії (XV — 1922), Дурранійської імперії (1747–1823) з центром в Афганістані, імперії Великих Моголів (1526–1858) та Афганістану (1926 — липень 1973). Короткочасно титул падишаха брали собі правителі деяких інших держав. Останнім офіційним носієм титулу був Мухаммед Захір-шах (1914—2007).
Європейцями титул падишаха вважався аналогом імператорського титулу. У деяких тюркських мовах слово «падишах» (патьша, патша) означає «цар», «імператор» та вживається переважно щодо російських імператорів.

### Шахиншах
Шахиншах (давньоперс. xšāyaθiya xšāyaθiyānām, перс. شاهنشاه — цар царів) — древній перський (мідійського походження, запозичений Ахеменідами), пізніше іранський монархічний титул. Титул вперше прийнятий правителями Ірану з династії Сасанідів, однак походить він від титулу епохи Ахеменідів «xšāyaθiya xšāyaθiyānām», тому першим шаханшахом в Ірані називають ахеменідського царя Кіра II Великого. Титул використовувався з перервами протягом 2500 років. Останнім шаханшахом Ірану був Мохаммед Реза Пехлаві, повалений у 1979 під час ісламської революції. Син Мохаммеда Рези Кір Реза Пехлеві вважається іранськими монархістами законним шаханшахом.
В україномовній літературі титул шахиншах зазвичай перекладається як «цар царів», коли мова йде про стародавню Персію, і не перекладається, коли мова йде про сучасний Іран. Аналогічний грецький титул Basileos Basileon прийняв візантійський імператор Іраклій після перемоги над Сасанідами.

## Титули в різних країнах
Титул шаха існував в деяких країнах Близького та Середнього Сходу. Останні шахи в XX столітті повалені в Афганістані в 1973 і в Ірані в 1979.

### Сасанідська імперія
Вперше (у формі «шаханшах») став вживатися в державі Сасанидів. Походить від титулу Ахеменідів «xšāyaθiya xšāyaθiyānām» — «цар царів» (подібні титули відомі і з більш ранніх часів; першим відомим «царем царів» (šar šarrāni) був цар Ассирії Тукульті-Нінурта I, правил близько 1244—1207 до н. е.).

### Османська імперія
Титул «падишах Найвищої Османської держави» був офіційним титулом правителя Османської імперії починаючи з Мехмеда II (1432—1481) до скасування султанату при Мехмеді VI у 1922.

### Туркменістан
У 1994–1995 у Туркменістані розглядалося питання про перетворення займаної Сапармуратом Ніязовим «Туркменбаші» найвищої посади президента в шаха і оголошенні Туркменістану шахством. З назви держави «Республіка Туркменистан» було виключено слово Республіка, і офіційною назвою країни стало «Туркменістан». Однак на нараді старійшин, що пройшла у 1994 в Балканському велаяті, ця ідея не була одностайно підтримана старійшинами, які представляли кілька кланів Туркменістану та ін. У зв'язку з цим, а також у більшій мірі враховуючи висловлену під час негласних консультацій негативне ставлення до цієї ідеї керівництв сусідніх Ірану, Узбекистану, Росії та враховуючи напружені відносини Ніязова з можливим спадкоємцем — сином Мурадом, Ніязов шахом оголошений не був. (Пізніше, у грудні 1999, Сапармурат Ніязов оголошений довічним президентом).